# Eupithecia stomachosa
Eupithecia stomachosa là một loài bướm đêm trong họ Geometridae.